# 중앙즉응연대
중앙즉응연대(일본어: 中央即応連隊 주오소쿠오렌타이[*], 영어: Central Readiness Force Regiment, CRR)는 육상자위대의 예하 보통과 연대이다. 1개 대대 규모의 차량화 보병 부대로서 일본 열도에 일어나는 테러나 게릴라전에 대응하는 임무를 수행한다. 약칭은 중즉연(일본어: 中即連 주소쿠렌[*]), 표어는 "俺がやらねば誰がやる→내가 아니하면 누가 하랴".

## 역사
2008년 3월 6일, 도치기현 우쓰노미야시의 우쓰노미야 주둔지에서 중앙즉응집단 산하 조직으로서 창설되었다.
2018년 3월 26일, 중앙즉응집단의 해체와 함께 육상자위대의 최고위사령부인 육상총대가 창설되였다. 중앙즉응연대는 다른 즉응집단 산하 조직들과 함께 육상총대의 직속부대가 되었다.

## 부대
- 연대 본부
- 본부관리중대
  - 중대 본부
  - 정보소대
  - 대전차소대
  - 중박격포소대
  - 보급소대
  - 장비소대
  - 위생소대
- 제1중대
- 제2중대
- 제3중대

## 장비
| - 미네베아 P9 - 89식 소총 - FN 미니미 - M2 기관총 - 판처파우스트 3 - 01식 대전차유도탄 - 87식 대전차유도탄 - L16 81mm 박격포 - 모르티르 120mm 박격포 - JGVS-V8 야간암시장치 - 2형 방탄조끼 | - 중형 도저 - 차량 탑재형 크레인 - 미쓰비시 73식 소형 트럭 - 도요타 73식 중형 트럭 - 73식 대형 트럭 - 구급차 - 고마쓰 LAV - 82식 장갑차 - 97식 장륜장갑차 - 중형 하프트레일러 - 83식 지뢰매설장치 | - 국제평화협력활동용 천막 - 경계감시탑 - 원거리 감시 장비 |

## 사진첩

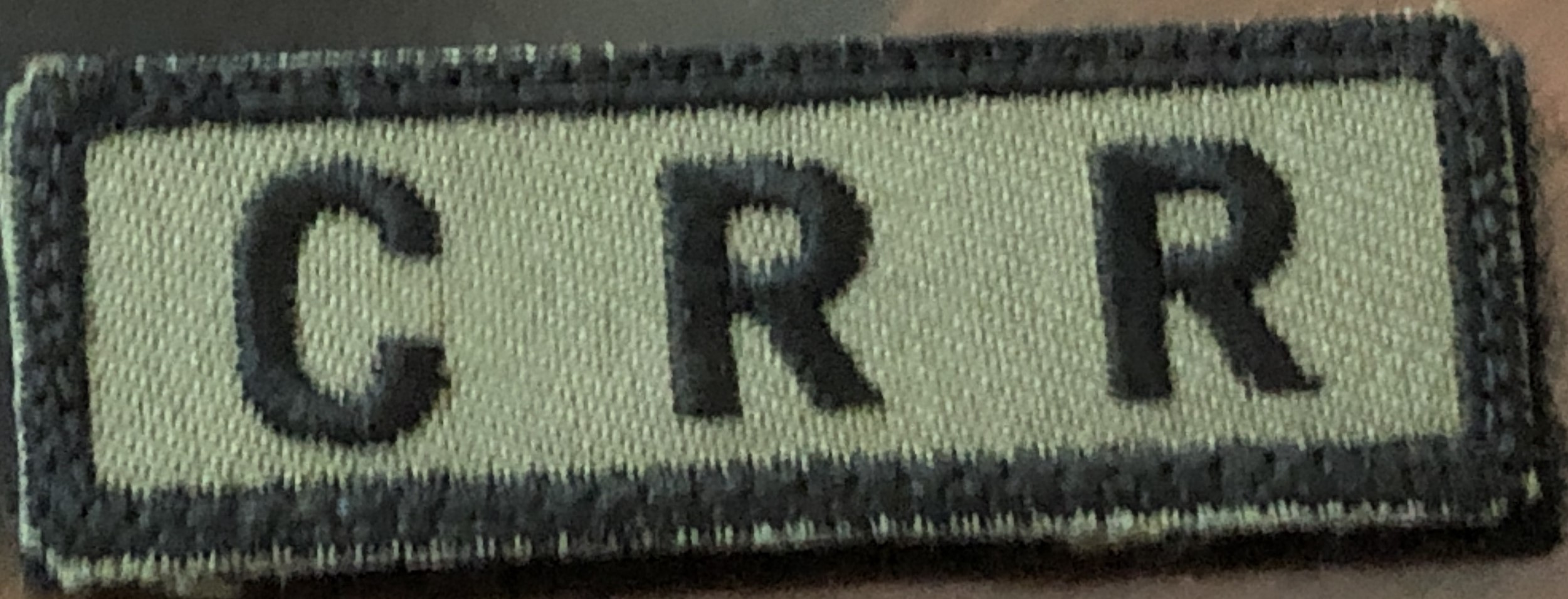
중앙즉응연대의 그린탭
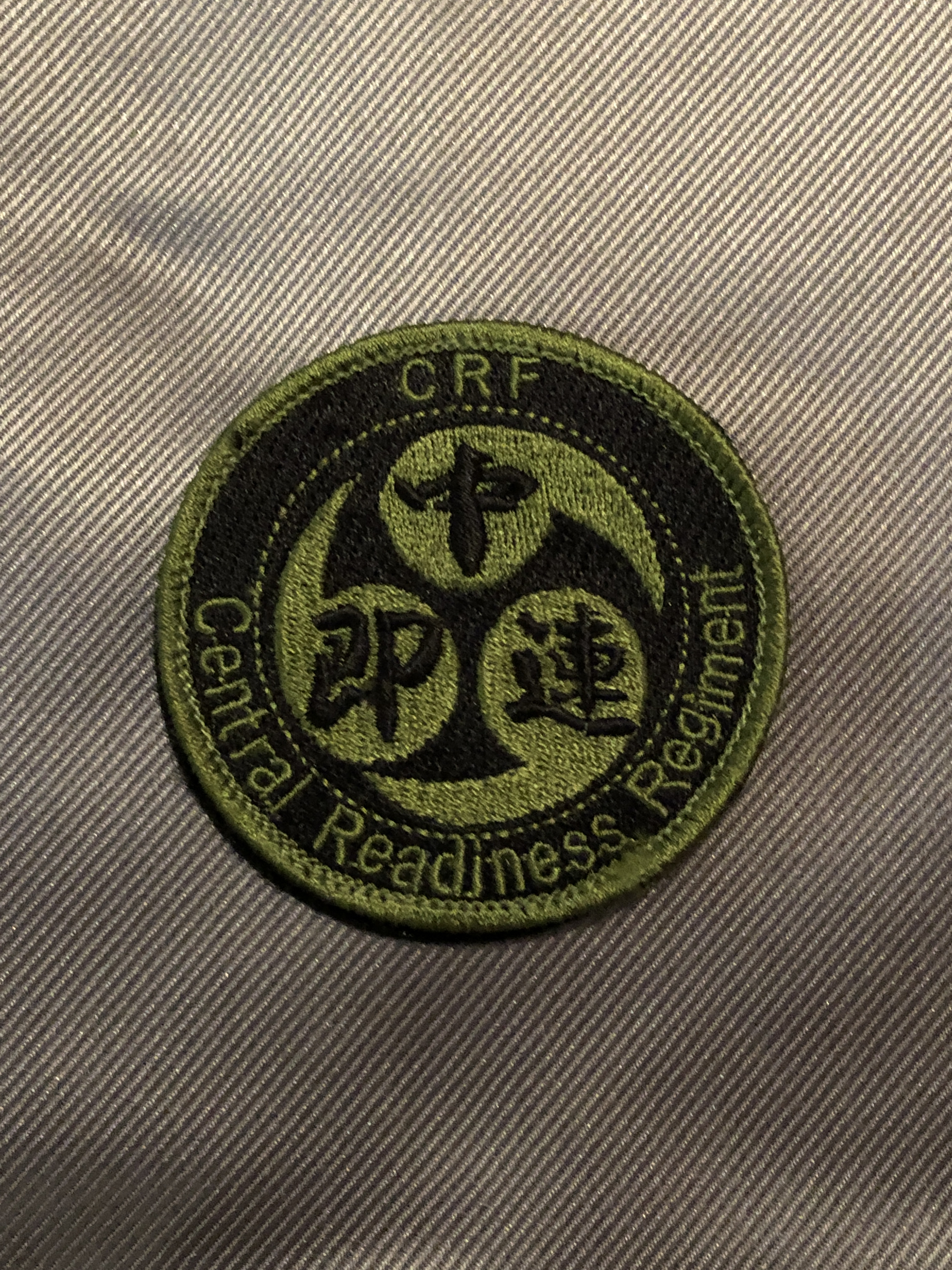
중앙즉응집단 산하 중앙즉응연대 시절의 벨크로 패치
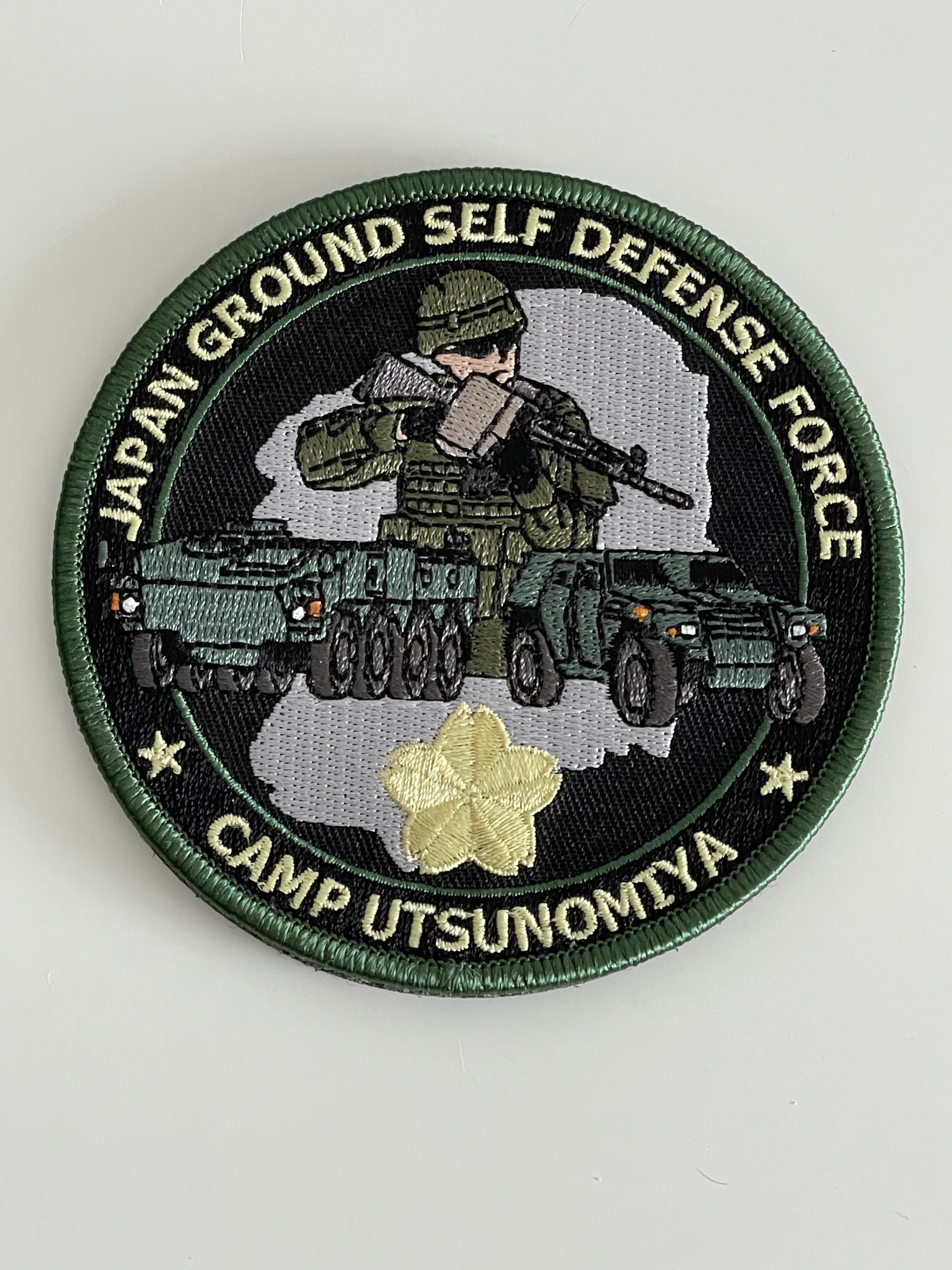
우쓰노미야 주둔지 패치
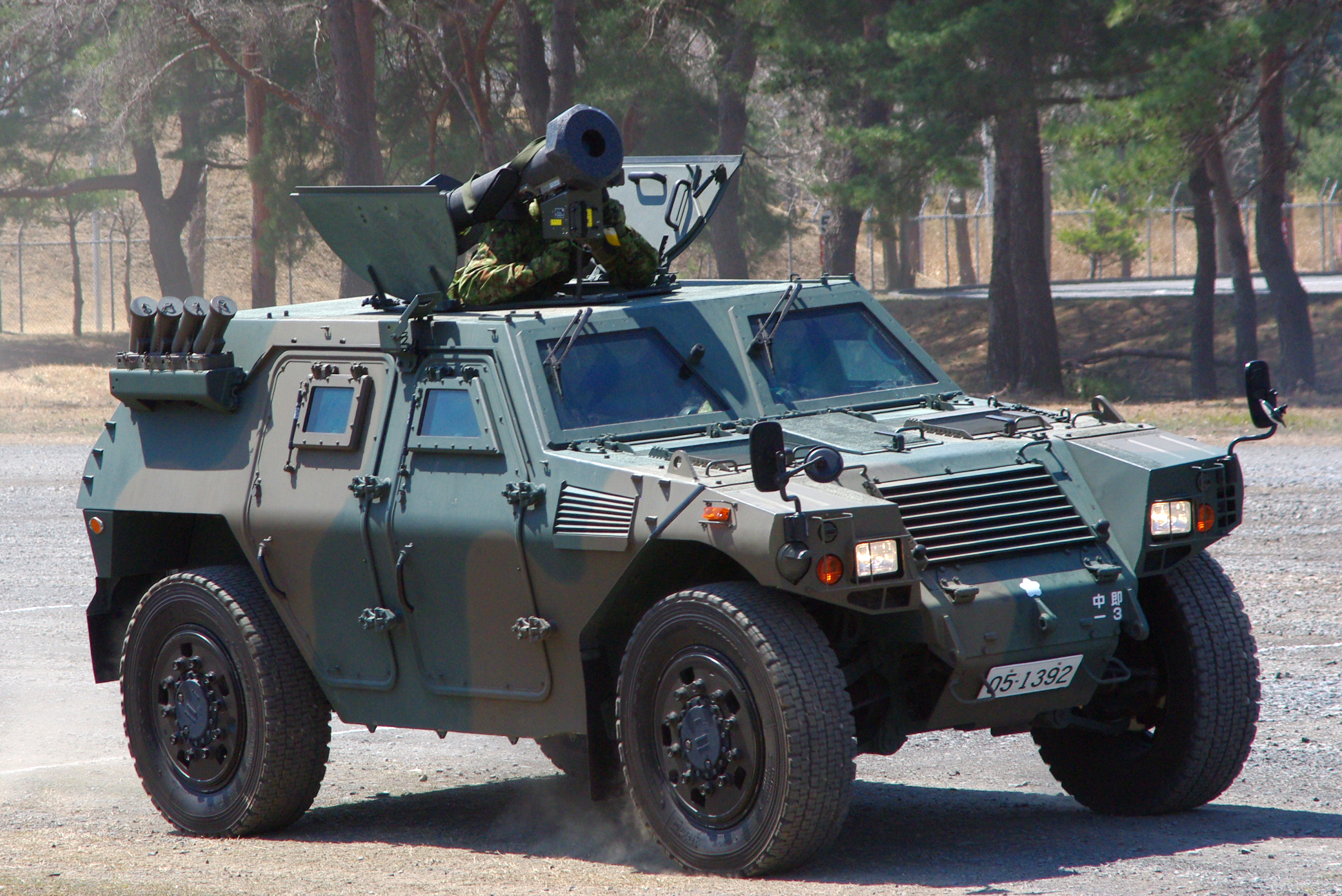
고마쓰 LAV에 거치된 01식 대전차유도탄 (2012년 4월 8일 촬영)
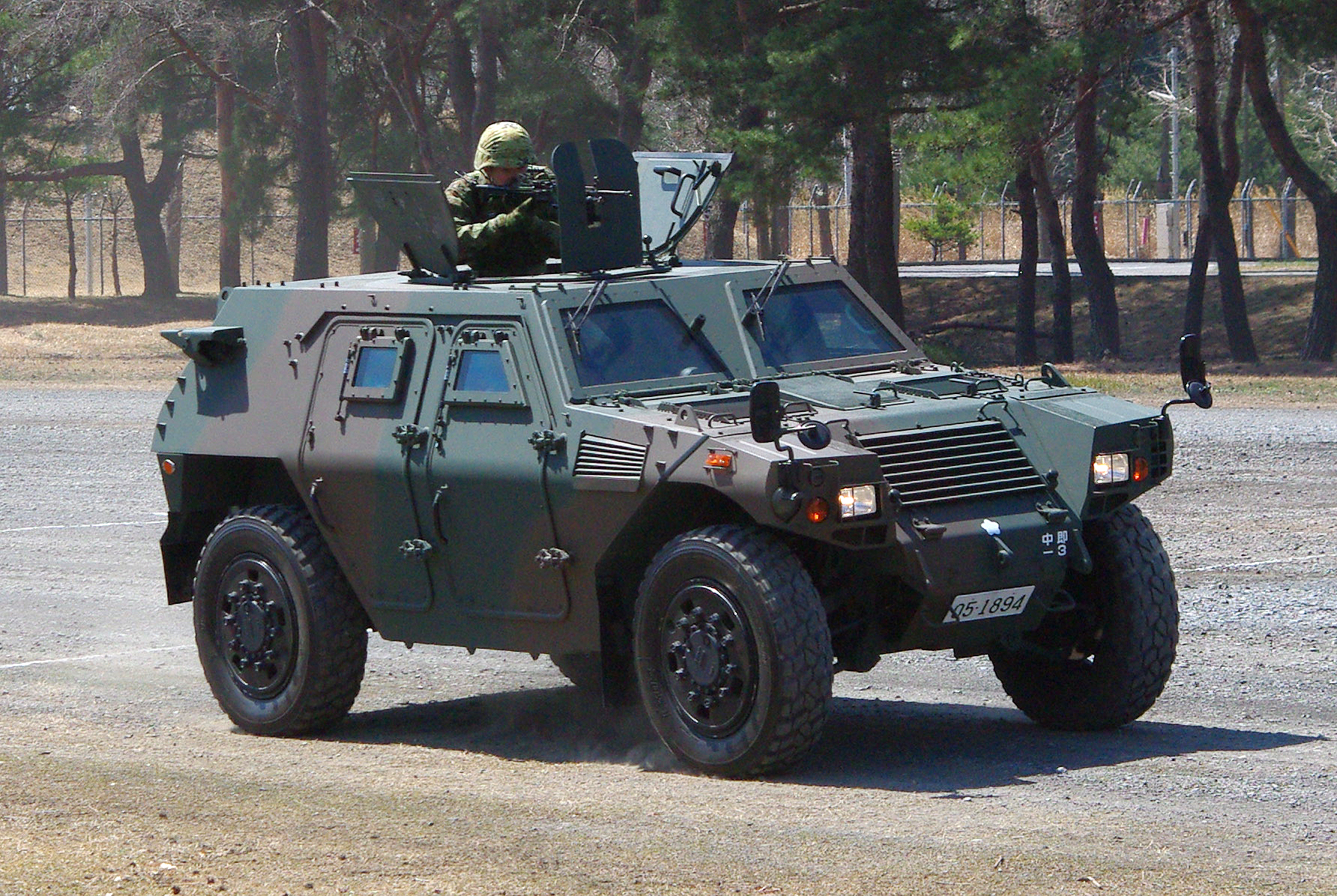
고마쓰 LAV에 거치된 FN 미니미 (2012년 4월 8일 촬영)
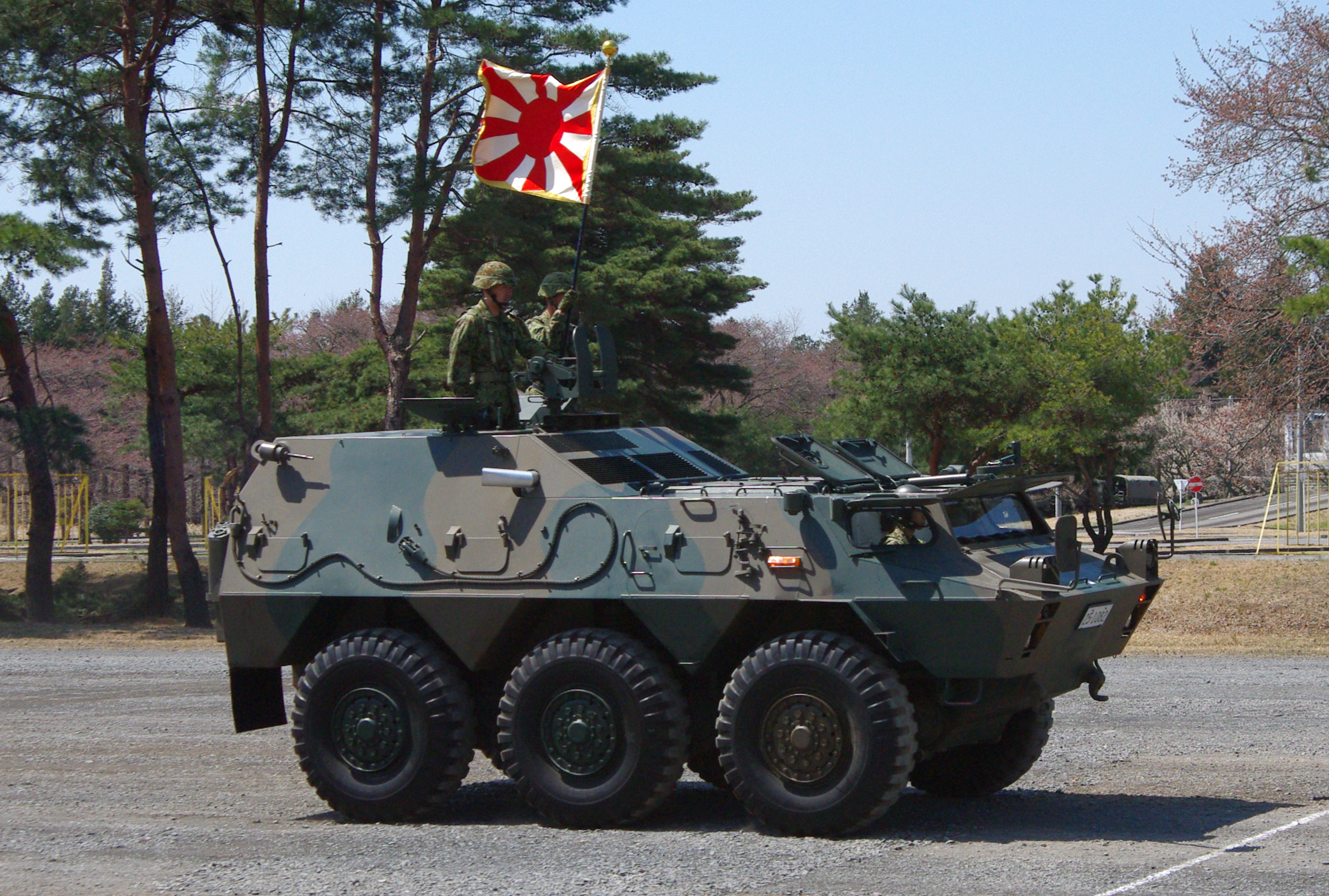
중앙즉응연대의 82식 지휘통신차 (2012년 4월 8일 촬영)
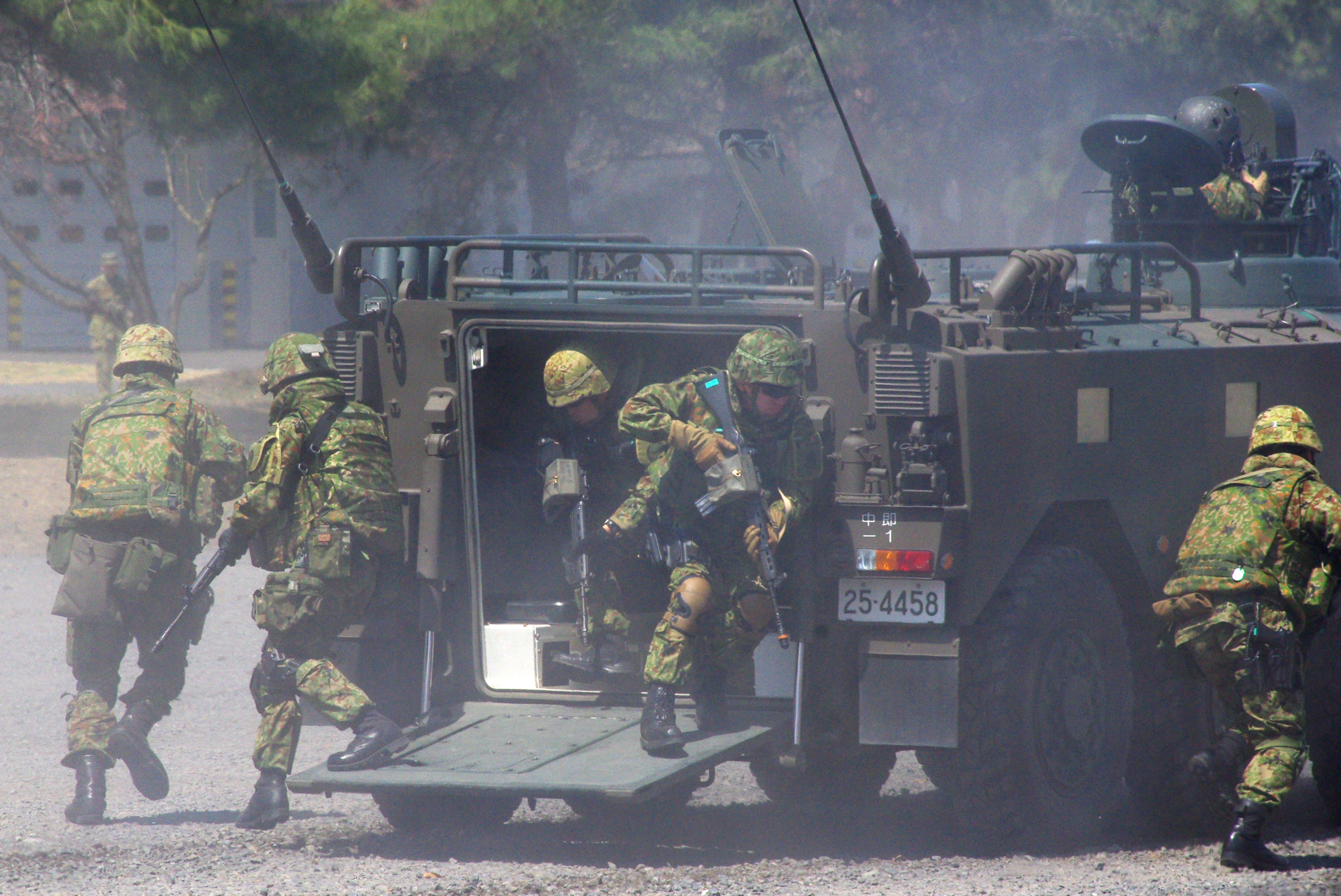
96식 장륜장갑차에서 하차하고 있는 CRR 분대원들. (2012년 4월 8일 촬영)

## 참고
1. ↑  박중언. “일 해외파병·대테러전 수행 1100명 중앙즉응연대 신설”. 한겨례. 2015년 11월 20일에 확인함.[깨진 링크(과거 내용 찾기)]